# Dödsfällan (1982)
Dödsfällan (eng: Deathtrap) är en amerikansk thrillerfilm från 1982 i regi av Sidney Lumet. Filmen är baserad på Ira Levins pjäs Deathtrap. I huvudrollerna ses Michael Caine, Dyan Cannon och Christopher Reeve.  

## Rollista i urval
- Michael Caine - Sidney Bruhl
- Christopher Reeve - Clifford Anderson
- Dyan Cannon - Myra Bruhl
- Irene Worth - Helga Ten Dorp
- Henry Jones - Porter